# اسپانیا در المپیک
اسپانیا برای نخستین بار در بازی‌های المپیک ۱۹۰۰ شرکت کرد و از آن زمان به بعد در اکثر بازی‌های المپیک تابستانی از سال ۱۹۲۰ به بعد شرکت داشته است. اسپانیا همچنین از سال ۱۹۳۶ در تمامی بازی‌های المپیک زمستانی شرکت کرده است. تیم این کشور توسط کمیتهٔ المپیک اسپانیا (COE, Comité Olímpico Español) که در سال ۱۹۲۴ تأسیس شده، سازماندهی می‌شود.
اسپانیا به دلیل جنگ داخلی، از شرکت در بازی‌های المپیک تابستانی ۱۹۳۶ در آلمان نازی خودداری کرد و همچنین به دلیل حملهٔ اتحاد جماهیر شوروی به مجارستان، بازی‌های ۱۹۵۶ در ملبورن را تحریم کرد. اگرچهرویدادهای سوارکاری در سال ۱۹۵۶ پنج ماه زودتر در استکهلم برگزار شد و اسپانیا در این رویدادها شرکت کرده بود.
اسپانیا میزبان بازی‌های المپیک تابستانی ۱۹۹۲ در بارسلون بود.
تا سال ۲۰۲۴، ورزشکاران اسپانیایی در مجموع ۱۹۲ مدال در ۳۳ ورزش مختلف کسب کرده‌اند و این کشور در حال حاضر در جدول مدال‌های تمام دوران المپیک تابستانی در رتبهٔ ۲۵ قرار دارد.
کمیتهٔ المپیک اسپانیا تعداد مدال‌های دریافتی را یک مدال بیشتر از کمیتهٔ بین‌المللی المپیک حساب می‌کند، زیرا آنها مدالی را که پدرو خوزه پیدال و برنالدوی د کوریوس در مسابقات تیراندازی در بازی‌های تابستانی ۱۹۰۰ کسب کرده‌اند را به رسمیت می‌شناسند، در حالی که کمیتهٔ بین‌المللی المپیک این رویداد را به عنوان یک رویداد رسمی به رسمیت نمی‌شناسد زیرا برندگان جوایز نقدی دریافت کردند.

## جدول مدال‌ها بر پایه بازی‌ها

### بازی‌های المپیک تابستانی
| بازی             | ورزشکار    | طلا        | نقره       | برنز       | مجموع      | رتبه       |
| ۱۹۰۰ پاریس       | ۸          | ۱          | ۰          | ۰          | ۱          | ۱۴         |
| ۱۹۰۴ سنت لوییس   | شرکت نداشت |            |            |            |            |            |
| ۱۹۰۸ لندن        | شرکت نداشت |            |            |            |            |            |
| ۱۹۱۲ استکهلم     | شرکت نداشت |            |            |            |            |            |
| ۱۹۲۰ آنتورپ      | ۳۲         | ۰          | ۲          | ۰          | ۲          | ۱۷         |
| ۱۹۲۴ پاریس       | ۱۲۵        | ۰          | ۰          | ۰          | ۰          | –          |
| ۱۹۲۸ آمستردام    | ۸۰         | ۱          | ۰          | ۰          | ۱          | ۲۴         |
| ۱۹۳۲ لس آنجلس    | ۶          | ۰          | ۰          | ۱          | ۱          | ۲۶         |
| ۱۹۳۶ برلین       | شرکت نداشت | شرکت نداشت | شرکت نداشت | شرکت نداشت | شرکت نداشت | شرکت نداشت |
| ۱۹۴۸ لندن        | ۶۵         | ۰          | ۱          | ۰          | ۱          | ۲۸         |
| ۱۹۵۲ هلسینکی     | ۳۰         | ۰          | ۱          | ۰          | ۱          | ۳۴         |
| ۱۹۵۶ ملبورن      | ۶          | ۰          | ۰          | ۰          | ۰          | –          |
| ۱۹۶۰ رم          | ۱۴۴        | ۰          | ۰          | ۱          | ۱          | ۴۱         |
| ۱۹۶۴ توکیو       | ۵۳         | ۰          | ۰          | ۰          | ۰          | –          |
| ۱۹۶۸ مکزیکو سیتی | ۱۲۷        | ۰          | ۰          | ۰          | ۰          | –          |
| ۱۹۷۲ مونیخ       | ۱۲۰        | ۰          | ۰          | ۱          | ۱          | ۴۳         |
| ۱۹۷۶ مونترال     | ۱۰۶        | ۰          | ۲          | ۰          | ۲          | ۳۰         |
| ۱۹۸۰ مسکو        | ۱۵۵        | ۱          | ۳          | ۲          | ۶          | ۲۰         |
| ۱۹۸۴ لس آنجلس    | ۱۷۹        | ۱          | ۲          | ۲          | ۵          | ۲۰         |
| ۱۹۸۸ سئول        | ۲۲۹        | ۱          | ۱          | ۲          | ۴          | ۲۵         |
| ۱۹۹۲ بارسلونا    | ۴۲۲        | ۱۳         | ۷          | ۲          | ۲۲         | ۶          |
| ۱۹۹۶ آتلانتا     | ۲۸۹        | ۵          | ۶          | ۶          | ۱۷         | ۱۳         |
| ۲۰۰۰ سیدنی       | ۳۲۱        | ۳          | ۳          | ۵          | ۱۱         | ۲۵         |
| ۲۰۰۴ آتن         | ۳۱۷        | ۳          | ۱۱         | ۶          | ۲۰         | ۲۰         |
| ۲۰۰۸ پکن         | ۲۸۶        | ۵          | ۱۰         | ۳          | ۱۸         | ۱۵         |
| ۲۰۱۲ لندن        | ۲۷۸        | ۳          | ۱۰         | ۴          | ۱۷         | ۲۱         |
| مجموع            | مجموع      | ۳۷         | ۵۹         | ۳۵         | ۱۳۱        | ۳۰         |